# Flygsimulator

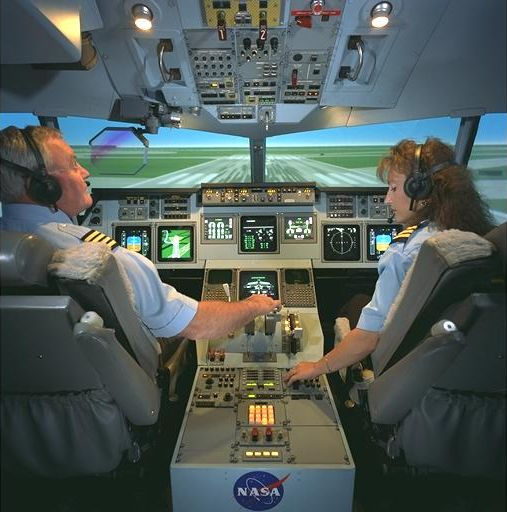
I en flygsimulator

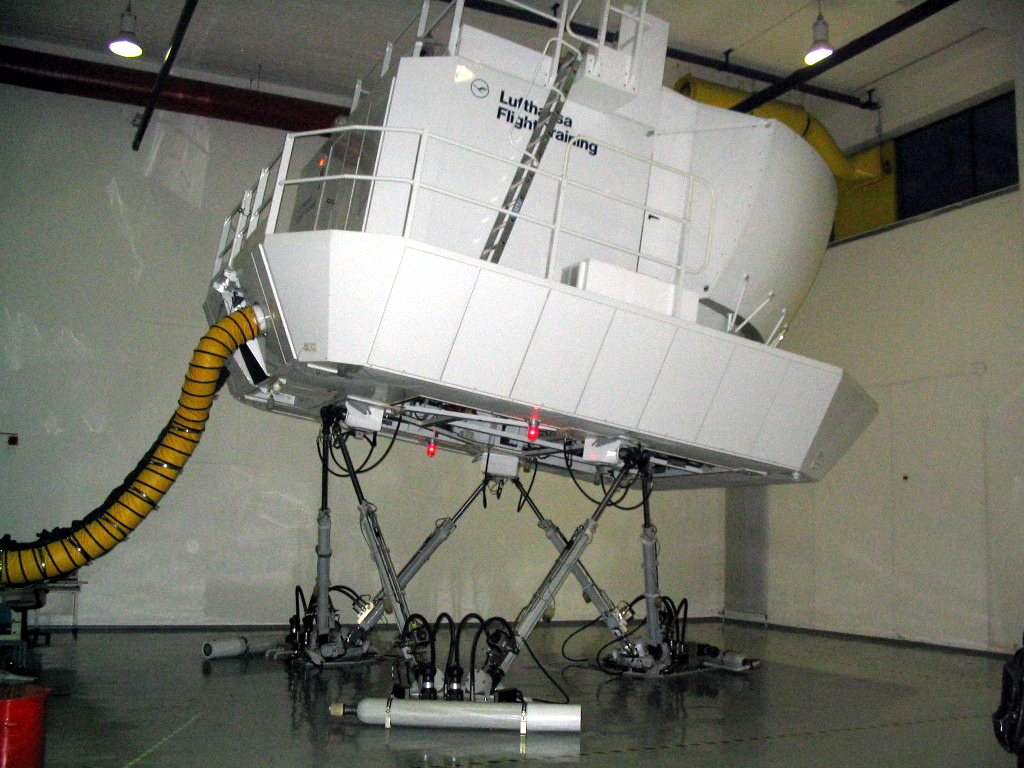
En flygsimulator från utsidan.

Flygsimulator avser markbundna system som försöker efterlikna eller simulera flygning så realistiskt som möjligt från flygbesättningsmedlemmarnas synpunkter sett, så kallad flygsimulering eller flygsim för kort. De olika typerna av flygsimulatorer går från datorspel till fullstora förarkabinkopior med hydrauliska eller elektromekaniska rörelsesystem.
Flygsimulatorer används bland annat vid flygträning, utveckling av nya typer av luftfartyg och haverisimulering.
Enligt det internationella civilflygets terminologi används begreppet flygsimulator för det totalt sett mest kompletta hjälpmedlet för syntetisk flygträning. En flygsimulator efterliknar vanligen en viss typ av luftfartyg eller en grupp av näraliknande luftfartyg. Hjälpmedel för syntetisk flygträning återger i olika grad och funktion ett luftfartygs förarutrymme och används vid utbildning, träning och prov med flygbesättningsmedlemmar. Syntetisk flygträning kan helt eller delvis ersätta övningar i luftfartyg. Hjälpmedel för syntetisk flygträning indelas med hänsyn till utförande och utbildningsändamål i följande kategorier (ref BCL-C 1.5): 
- Flygsimulator (Flight Simulator, FS)
- Syntetiskt flygutbildningshjälpmedel (Flight Training Device, FTD)
- Syntetiskt utbildningshjälpmedel för flygträning och navigationsprocedurer (Flight and Navigation Procedures Trainers, FNPT)
- Syntetiskt utbildningshjälpmedel för grundläggande instrumentflygning (Basic Instrument Training Devices, BITD)

Hjälpmedel för syntetisk flygträning av svenska civila piloter skall ha ett gällande kvalificeringsbevis i enlighet med JAR-STD (Joint Aviation Requirements - Synthetic Training Devices). 

## Större simulatorer
De mest kompletta flygsimulatorerna har rörelsesystem med vilka man kan simulera luftfartygens (flygplan, helikoptrar) accelerationer för att göra flygningarna mera verklighetstrogna. Lutningar av simulatorn används till att simulera accelerationer i sidled (oren flygning) och längsled. Genom att till exempel luta simulatorn bakåt under en simulerad start ges intrycket av acceleration framåt, eftersom trycket mot ryggstödet ökar samtidigt som det visuella systemet (som visar omvärlden) och instrumenten visar att man rör sig framåt längs banan. Med höjningar och sänkningar av simulatorn kan turbulens simuleras, liksom andra accelerationer i z-led, se G-mätare. Med tanke på simulatorernas begränsade rörelseområde kan i huvudsak bara första ögonblicket av en acceleration i z-led simuleras (till exempel början av en sväng) och man måste utnyttja människans oförmåga att uppfatta små accelerationer till att då och då återföra simulatorn till utgångsläget. Trots ofullkomligheterna uppfattas ändå flygning med en väl intrimmad rörlig simulator som mera verklighetstrogen än flygning med en fast simulator. 

## Flygsimulator på PC/Mac
Det finns mindre flygsimulatorer på PC och Mac. De största är Microsoft Flight Simulator, X-Plane och Prepar3D. Det går även att bygga större flygsimulatorer baserade på dessa programvaror. 
Med dessa flygsimulatorer kan man även flyga online tillsammans med andra likasinnade på MSN Game Zone, IVAO eller VATSIM. Medan vissa flyger i en simulator så sitter andra som flygledare och leder flygtrafiken i luftrummen på samma sätt som det fungerar i verkligheten.
I Open Source världen finns en gratis flygsimulator som heter FlightGear.
I programmet Google Earth, som kan laddas hem gratis, finns en inbyggd flygsimulator som kan ge illusionen av att flyga ett mindre plan i realtid över jordytan såsom den avbildas i Google Earth. De ordinarie verktygen för navigering som normalt annars används, ersätts då med sådana reglage och instrument som en pilot behöver.